# Campi Flegrei

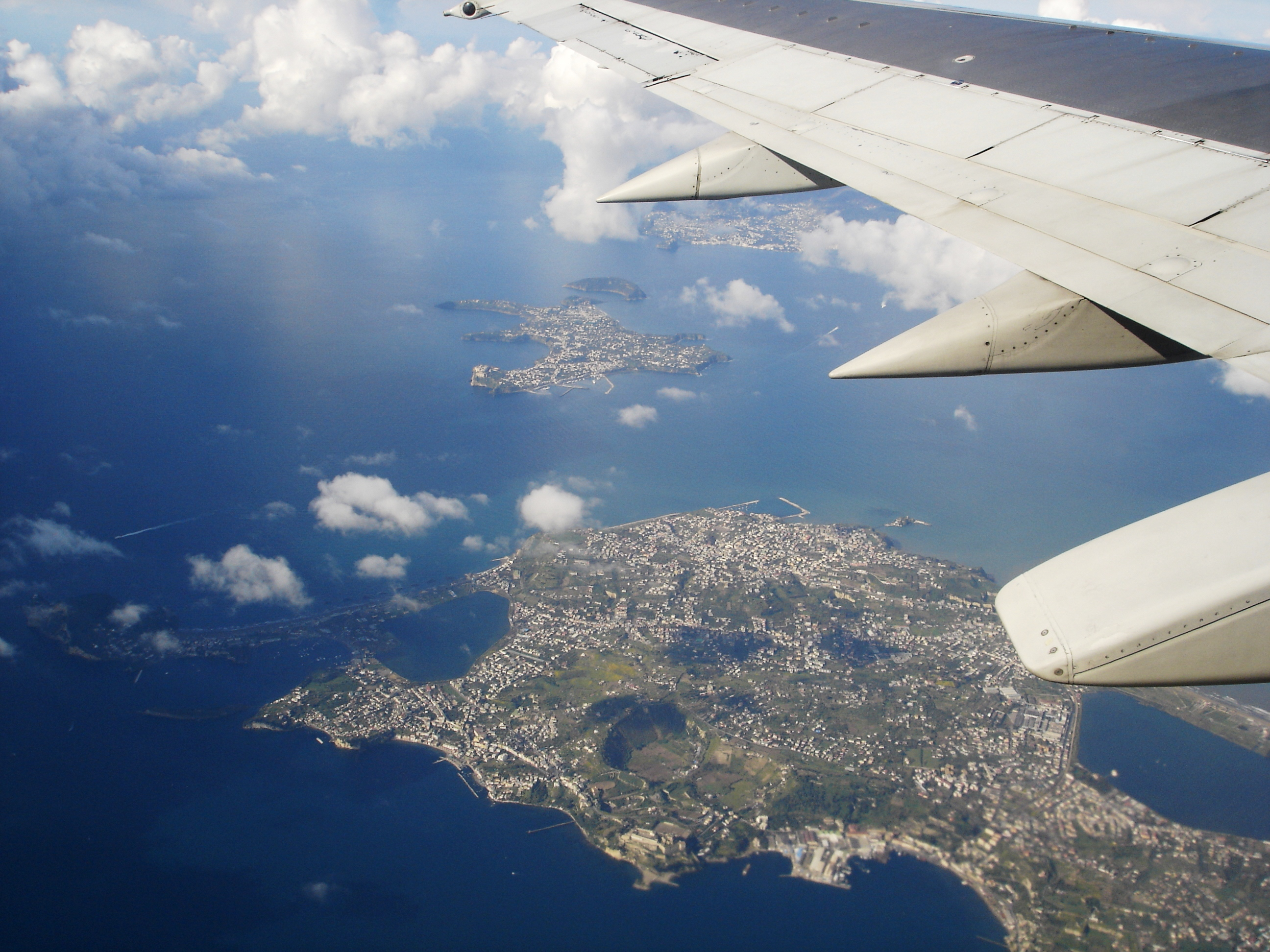
A Flegrei-félsziget és a közeli Procida-sziget repülőgépről (a kép jobb alsó részén a Fusaro krátertó)

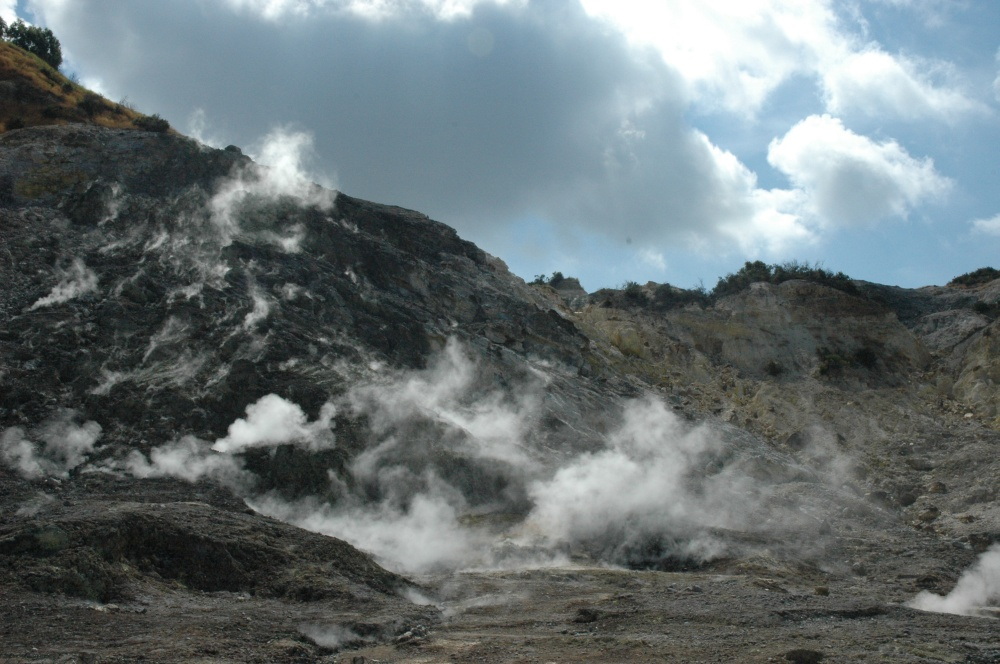
A Solfatara kráter kénes kigőzölgései

A Campi Flegrei vagy Flegrei-mezők egy kalderákból, azaz kiszélesedett kráterekből álló vulkáni terület Dél-Olaszországban, Nápolytól és a Vezúvtól északnyugatra, a Pozzuoli-öböl körül és a Flegrei-félszigeten. Különféle vulkáni kúpok (összesen 27), kráterek és kalderák sűrű csoportosulása. Több krátertó is található itt (Avernói-tó, Fusaro-tó, Lucrinói-tó). A területen több mint 50 kitörési hely ismeretes. A terület nagy része ma a tengerszint alatt fekszik. Itt található Pozzuoli városa. A város melletti Solfatara kráter az ókori római mítoszok szerint a tűzisten, Vulcanus otthona volt.

## A név eredete
A Campi Flegrei olasz elnevezés magyarul „lángoló mezőket” jelent. A kifejezés a görög phlegraiosz („lángoló”) és az olasz campo („mező”) szavakból származik.

## Földtörténeti kialakulása
A vulkáni tevékenység az úgynevezett Ős-Flegrei kialakulásával kezdődött minden valószínűség szerint a kora pleisztocénben. A fő vulkánosság Würm-korszaki. Feltehetően két óriási vulkánkitörés játszott közre a mai tájkép létrejöttében: az első 40 000 évvel ezelőtt történt (campaniai ignimbrit). Az Ős-Flegrei központjában mintegy 18 km átmérőjű hatalmas kaldera szakadt be, amely a Pozzuoli-öböl egészére kiterjedt. A vulkánkitörési index szerinti 8-as fokozatú, "szupervulkáni" léptékű esemény volt, kb. 500 km³ anyagkibocsátással. Az óriási kráter (poligén kaldera) nagy része ma víz alatt van, ez alkotja az öböl medencéjét. A kráter a későbbi vulkáni működés során feltöltődött, több helyen viszont vulkánszerkezeti beszakadásokkal jelentősen kitágult, és másodlagos fiókkalderák jöttek létre. A második nagy erejű kitörés kb. 12 000 évvel ezelőtt történt (nápolyi sárga tufarétegek). Ennek következtében egy kisebb kaldera jelent meg a nagyobb belsejében. Azóta a terület változatlan, és a vulkáni utóműködés klasszikus területe. Az 1538-as, 8 napig tartó kitörés során keletkezett a kidobott vulkáni anyagból a Monte Nuovo 135 m magas kúpja. 

## Főbb látnivalói
- Pozzuoli városa
- Solfatara kráter – A Pozzuoli mellett található 500 m átmérőjű kráter ma is forró gőz- és kénes gázfelhőket áraszt. Belsejében aktivitástól függően különböző nagyságú – többnyire néhány deciméter magas – laza anyagú, apró kúpok épülnek. Az egész partvidék – legfeltűnőbben itt – folyamatos szintváltozások nyomait mutatja. A kráter szabadon látogatható. A vulkáni utóműködés érdekes jelenségei figyelhetőek meg. Kénes kigőzölések festik sárgára, vörösre a környező kőzeteket, de találhatók itt mofetták is, száraz szénsavas források. A leglátványosabbak a fortyogó sárvulkánok.
- Astroni – Az erdővel benőtt, tufából álló kaldera közepén lávakúp emelkedik.
- Agnano – Az előbbinél sokkal nagyobb kaldera mára már feltöltődött, ezért teljesen lapos.
- Monte Nuovo – A monovulkánok prototípusa. Szabályos kúpját barrancok szabdalják. Külső enyhébb lejtőjén a – főleg teraszos – szőlőművelés során azonban ezeket betemették. A 120 m mély kráter meredek oldalában viszont a barrancok felső szakaszukon tovább mélyülnek és felszabdalják, alul pedig felhalmozzák hordalékukat. Tehát itt is ugyanazt a folyamatot figyelhetjük meg – csak arányosan kisebb méretekben –, mint a Vezúv sokkal nagyobb hamukúpján.
- Avernói-tó – A Monte Nuovo északnyugati lábánál fekvő, három kráter területét feltöltő kalderató. A Campi Flegrei krátertavai közül a legnagyobb. Területe 18 km², 1 km széles és 67 m mély.